# Nexeya
Hensoldt Nexeya France est une entreprise française spécialisée dans la conception et le développement d'équipements électroniques pour les secteurs de l'aéronautique, de la défense, de l'énergie, du ferroviaire, du spatial et de l'industrie. En 2018, elle réalisait un chiffre d'affaires d'environ 128 millions € et employait plus de 800 personnes dans plusieurs établissements dont le principal se situe à Toulouse. La société est devenue en 2019 une filiale de la société allemande Hensoldt. Les activités spatiales et de défense ont été toutefois conservées dans une nouvelle société, baptisée Hemeria, qui emploie 250 personnes et réalise un chiffre d'affaires de 45 millions €.
La société a changé son nom en novembre 2021, passant de Nexeya France à Hensoldt Nexeya France. Ce changement est lié à la volonté de renforcer sa présence à l’étranger en s’appuyant de manière accrue sur le Groupe Hensoldt et la puissance de cette marque. 

## Implantation
Les principaux établissements d'Hensoldt Nexeya France se situent à Toulouse,, Massy (Essonne) et La Couronne (Charente).

## Historique

### Développement (1997-2017)
Créée en 1997 sous le nom d’Eurilogic, Nexeya a augmenté progressivement son chiffre d'affaires à la fois par croissance interne et acquisitions externes. Son activité porte sur les secteurs de l'aéronautique, de la défense, du spatial, de l’énergie et des transports, la société s’est développée en trois phases :
- de 1997 à 2007 - croissance fondée sur des activités de services à l’industrie ;
- de 2007 à 2013 - réalisation de huit acquisitions, dont Isis MPP et BTS Industries, qui ont apporté à Nexeya des technologies et des savoir-faire permettant d’accélérer l’accès à de grands programmes industriels ;
- depuis 2013 - afin d’accélérer son développement international : acquisitions de sociétés au Canada[4] et en Allemagne, cession de deux activités de service non cœur de métier.

### Prise de contrôle de la société par le management (2017)
En juillet 2017, le management de Nexeya devient majoritaire de l'entreprise avec 75% du capital,.

### Vente à la société allemande Hensoldt (2019)
Courant 2019, les actionnaires principaux de la société décident de vendre Nexeya à la société allemande Hensoldt ancien établissement d'Airbus spécialisé dans l'électronique de défense détenu par le fonds d'investissement américain KKR. Toutefois les activités spatiales et une part des activités de défense, en particulier celles concernant la Force océanique stratégique de la Marine française, sont conservées dans une nouvelle structure baptisée Hemeria créée le 16 avril qui regroupe un effectif de 160 personnes et réalise un chiffre d'affaires de 18 millions €.

## Activités

### Défense navale
Nexeya intervient dans la Défense Navale en fournissant des produits et des services relatifs aux systèmes de combat et de navigation. La marine nationale a équipé ses frégates de surveillance ainsi que ses patrouilleurs de haute mer avec Lyncea® (ex-Sitac), le système CMS embarqué de Nexeya, permettant la création et le suivi d’une situation tactique, afin de lutter contre le piraterie, le narcotrafic et l’immigration clandestine,,.
Le système permet en outre le partage de cette situation via une liaison de données tactiques L22 au standard OTAN. Lyncea équipe aussi les patrouilleurs outre mer (POM) de la marine nationale. La solution est aussi proposée à l'export, notamment à la marine mauritanienne , à la marine saoudienne  et à la marine sénégalise .
Une version civile du système nommée Vigilante est aussi utilisée par la marine des Philippines . Cette version est aussi proposée pour la protection des plateformes pétrolières offshore .

### Aéronautique

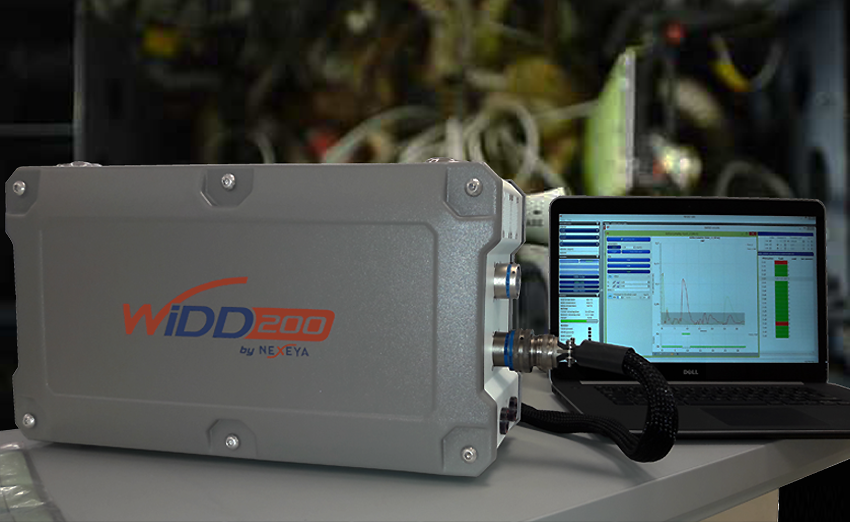
WIDD, détecteur de pannes permanentes et intermittentes de câblage, en fonctionnement dans un atelier.

Nexeya conçoit des produits pour tester les réseaux avioniques et électriques des aéronefs (validation, intégration, détection de défauts) ainsi que des outillages spécifiques pour lignes d’assemblage,. NEXEYA a conçu un testeur de câbles WiDD qui réalise un contrôle automatique multipoints des faisceaux de câbles pour détecter et localiser les défauts permanents ou intermittents,.

### Énergie
Nexeya développe et fabrique des solutions de stockage et de restitution d’énergie à base d’hydrogène, permettant de pallier l’intermittence des énergies renouvelables. Nexeya conçoit notamment une station de stockage d’énergie hydrogène pour alimenter et rendre autonome un bâtiment tertiaire sur l’agglomération du Grand Angoulême,.

### Espace

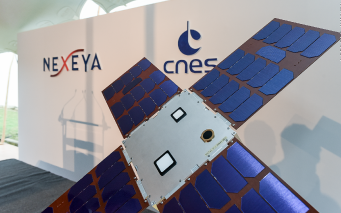
Nanosatellite - lancement du projet Angels avec le CNES.

Cette activité a été cédée en avril 2019 à la nouvelle société Hemeria.
Nexeya développe une gamme de nanosatellites nommée Hemeria, qui a ensuite été repris par la nouvelle société. Angels, le premier nanosatellite français industriel issus de sa gamme et développé avec le Cnes, est mis en orbite fin 2019,. 
Nexeya fournira également à Kinéis les 20 nanosatellites de la 1re constellation de satellites européenne de nanosatellites dédiée à l’internet des objets,. 
Nexeya investit également dans la start-up rennaise Unseenlabs, avec la DGA, BPI France et Breizh Up pour un projet innovateur de surveillance maritime par nanosatellites,,.

## Chiffre d'affaires
Dans le cadre de l'exercice clôturé en décembre 2020, le groupe qui emploie 700 personnes a réalisé un chiffre d’affaires de 120 millions d'euros.